# جو بيري
جو بيري (بالإنجليزية: Joe Perry)‏ (و. 1927 – 2011 م) هو لاعب كرة قدم أمريكية، من الولايات المتحدة، ولد في أركنساس، يلعب كظهير ‏، توفي في تشاندلر، عن عمر يناهز 84 عاماً.

## التعليم
تعلم في ثانوية جوردان ‏.

## جوائز
حصل على جوائز منها:
- قاعة مشاهير محترفي كرة القدم.

## روابط خارجية
- جو بيري على موقع مرجع كرة القدم المحترفة.كوم (الإنجليزية)